# Mansión de Kalnmuiža
La Mansión de Kalnmuiža (en letón: Kalnsētu muiža) es una casa señorial construida en estilo clásico tardío en Saldus, Municipio de Saldus en la región histórica de Curlandia, en el oeste de Letonia.

## Historia
El conjunto de la mansión se divide en dos partes, la parte útil y la de entretenimiento. La parte útil de la finca está compuesta por la casa de sirvientes, el granero, establos accesibles, la cabaña del jardinero en el jardín y un invernadero. También se halla una cervecería en el sector privado.
El Barón Georg von der Recke llamó a la finca Beronhoff o Kalnmuiža (Kalnsētas) en letón.
La actual mansión fue construida en estilo Neoclásico y completada en 1874. El hijo de Georg, Friedrich von der Recke, heredó la propiedad en 1900 y administró la finca hasta los primeros años de la República Independiente de Letonia. Después de la Primera Guerra Mundial, el Gymnasium de Saldus y después la Escuela de Agricultura de Saldus se alojaron en la propiedad. Ahora la Escuela Técnica de Saldus se hospeda en la histórica mansión.